# Гошен, Джон, 3-й виконт Гошен
Джон Александр Гошен, 3-й виконт Гошен (англ. John Alexander Goschen, 3rd Viscount Goschen; 7 июля 1906 — 22 марта 1977) — британский пэр и консервативный политик.

## Происхождение и образование
Родился 7 июля 1906 года. Младший (второй) сын достопочтенного сэра Уильяма Генри Гошера (1870—1943), второго сына Джорджа Гошера, 1-го виконта Гошера (1831—1907). Его матерью была Джеральдин Элизабет Меллор (1869—1918), дочерью достопочтенного Джона Уильяма Меллора и Кэрол Пэджет.
Он получил образование в Итонском колледже и в Королевском военном колледже в Сандхерсте.

## Карьера
Он служил полковником Гренадерского гвардейского полка и служил в британской военной миссии в Греции в 1945—1947 годах. Участник Второй мировой войны, за свою службу в 1944 году он был назначен офицером Ордена Британской империи.
24 июля 1952 года после смерти своего дяди, Джорджа Иоахима Гошена, 2-го виконта Гошена (1866—1952), не оставившего после себя наследником мужского пола, Джон Александр Гошен унаследовал титул 3-го виконта Гошена из Хокхерста в графстве Кент, заняв место на скамьях консерваторов Палате лордов Великобритании.
Виконт Гошен дважды занимал должность капитана йоменской гвардии (заместителя главного партийного организатора в Палате лордов) в правительствах премьер-министров Гарольда Макмиллана, сэра Алека Дугласа-Хьюма и сэра Эдварда Хита в 1962—1964, 1970—1971 годах.
В 1972 году он был назначен рыцарем-командором Ордена Британской империи за свою политическую и общественную службу.

## Личная жизнь
Лорд Гошен был дважды женат. 21 ноября 1934 года он женился первым браком на Хильде Вайолет Урсуле Джервис (род. 7 апреля 1909), дочери достопочтенного Сент-Леже Генри Джервиса и Хильды Мод Колльер, внучке Карнеги Роберта Джона Джервиса, 3-го виконта Сент-Винсента. Их брак был бездетным и закончился разводом в 1943 году.
18 августа 1955 года он женился во второй раз на Элвин Мойанне Инглэнд (? — 8 ноября 2017), дочери Гарри Инглэнда. У супругов было двое детей:
- Достопочтенная Кэролайн Элизабет Гошен (24 июля 1963 — 24 февраля 2007), в 1991 году она вышла замуж за Уильяма Гранта, от брака с которым у неё был один сын.
- Джайлз Джон Гарри Гошен, 4-й виконт Гошен (род. 16 ноября 1965).

Лорд Гошен скончался в марте 1977 года в возрасте 70 лет, и ему наследовал его единственный сын Джайлс.